# اسماعیل بانگورا
اسماعیل بانگورا (فرانسوی: Ismaël Bangoura‎؛ زادهٔ ۲ ژانویهٔ ۱۹۸۵) بازیکن فوتبال اهل گینه است.
از باشگاه‌هایی که در آن بازی کرده‌است می‌توان به باشگاه فوتبال الرائد عربستان سعودی، باشگاه فوتبال لو مان، باشگاه فوتبال دینامو کیف، باشگاه ورزشی ام صلال، باشگاه فوتبال النصر امارات، باشگاه فوتبال نانت، باشگاه فوتبال رن، و باشگاه فوتبال الباطن اشاره کرد.
وی همچنین در تیم ملی فوتبال گینه بازی کرده‌است.